# ملعب طرابلس
ملعب طرابلس الدولي يقع في العاصمة الليبية طرابلس بليبيا. يعد من ضمن أكبر الملاعب الموجودة في العالم حالياً حيث يحتل المركز 121 على مستوى العالم والترتيب 8 على مستوى قارة أفريقيا بقدرة استيعابية 50,000 متفرج، تصل إلى 80,000 متفرج في بعض الأحيان، وهو ملعب أولمبي متعدد الاستعمالات حيث يحتوي على مضمار ألعاب قوى. حدثت في 09 يوليو 1996 مجزرة ملعب 11 يونيو.

## مناسبات
نهائي كأس الأمم الأفريقية لكرة القدم 1982 بين ليبيا وغانا،
مباراة كأس السوبر الإيطالي لكرة القدم سنة 2002 بين نادي يوفنتوس ونادي بارما الإيطاليين.

## التسمية
تم تسمية الملعب بـ11 يونيو كون هذا التاريخ يرمز إلى ذكرى إجلاء القوات الأمريكية عن ليبيا سنة 1970 أبان النظام السابق وأصبح اسمه الآن بعد اندلاع ثورة السابع عشر من فبراير بملعب طرابلس الدولي.

## الإنشاء
بدأ العمل في بناء هذا الملعب سنة 1967 وتم الانتهاء منه في 1970
صممه المعماري إمحمد سويدان 

## وصلات خارجية
- ملاعب العالم
- موقع نادي الاتحاد
- موقع نادي الأهلي طرابلس
- نادي المدينة (ليبيا)
- موقع الاتحاد الليبي لكرة